# 1996 JJ1
1996 JJ1 är en asteroid i huvudbältet som upptäcktes den 15 maj 1996 av NEAT vid Haleakalā-observatoriet.
Asteroiden har en diameter på ungefär 7 kilometer och den tillhör asteroidgruppen Eos.